# Giraldilla 2019
Das Giraldilla 2019 als offene internationale Meisterschaft von Kuba im Badminton fand vom 13. bis zum 17. März 2019 in Havanna statt.

## Sieger und Platzierte
| Disziplin    | Gold                            | Silber                                     | Bronze                                             |
| ------------ | ------------------------------- | ------------------------------------------ | -------------------------------------------------- |
| Herreneinzel | Job Castillo                    | Azmy Qowimuramadhoni                       | Timothy Lam                                        |
| Herreneinzel | Job Castillo                    | Azmy Qowimuramadhoni                       | Leodannis Martínez                                 |
| Dameneinzel  | Jordan Hart                     | Daniela Macías                             | Inés Castillo                                      |
| Dameneinzel  | Jordan Hart                     | Daniela Macías                             | Mariana Ugalde                                     |
| Herrendoppel | José Guevara Daniel La Torre    | Angel Herrera Rodríguez Leodannis Martínez | Mario Cuba Diego Mini                              |
| Herrendoppel | José Guevara Daniel La Torre    | Angel Herrera Rodríguez Leodannis Martínez | Roberto Carlos Herrera Vazquez Daimel Roll         |
| Damendoppel  | Daniela Macías Dánica Nishimura | Inés Castillo Paula La Torre               | Leyanis Contreras Cabeza Yeni Pupo Castillo        |
| Damendoppel  | Daniela Macías Dánica Nishimura | Inés Castillo Paula La Torre               | Marianne Gonzalez Ortiz Yeily Mari Ortiz Rodriguez |
| Mixed        | Mario Cuba Daniela Macías       | José Guevara Inés Castillo                 | Leodannis Martínez Yeily Mari Ortiz Rodriguez      |
| Mixed        | Mario Cuba Daniela Macías       | José Guevara Inés Castillo                 | Diego Mini Dánica Nishimura                        |